# Resen Kirke (Struer Kommune)
 For alternative betydninger, se Resen Kirke. (Se også artikler, som begynder med Resen Kirke)
Resen Kirke ligger ved gamle landevej mellem Holstebro og Oddesund Færgested. Kirken er oprindelig opført i Valdemartiden, men der blev i begyndelsen af 1700-tallet bygget et gravkapel på sydsiden og i 1792 blev kirken forsynet med et nyt tårn til afløsning af det hidtidige runde tårn.